# نادر أباد نقارة خانة (كبغيان)
نادر أباد نقارة خانة (بالفارسية: نادرآباد نقاره‌خانه) هي قرية تقع في إيران في قسم كبغيان الريفي. يقدر عدد سكانها بـ 38 نسمة .